# Färöischer Rudersport

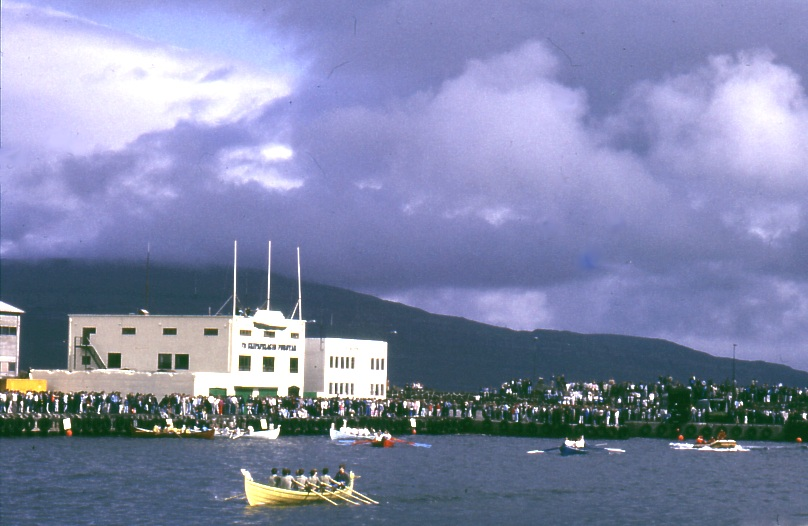
Höhepunkt des Jahres: Ólavsøka-Regatta

Der färöische Rudersport (färöisch kappróður) ist neben Fußball die wichtigste Sportart auf den Färöern, wobei jedes Jahr die färöische Rudermeisterschaft in sechs Klassen ermittelt wird.
Die nationale Rudermeisterschaft der Färöer wird seit 1973 ausgetragen. Die Färinger als Inselvolk und Nachfahren der Wikinger haben eine traditionelle Verbindung zum Rudern und zum entsprechenden Bootsbau. Die heutigen Regattaboote sind klassische Färöboote. Sie entsprechen keiner olympischen Klasse, sondern reihen sich ein in die Geschichte des Wikingerschiffbaus.

## Klassen in der Meisterschaft

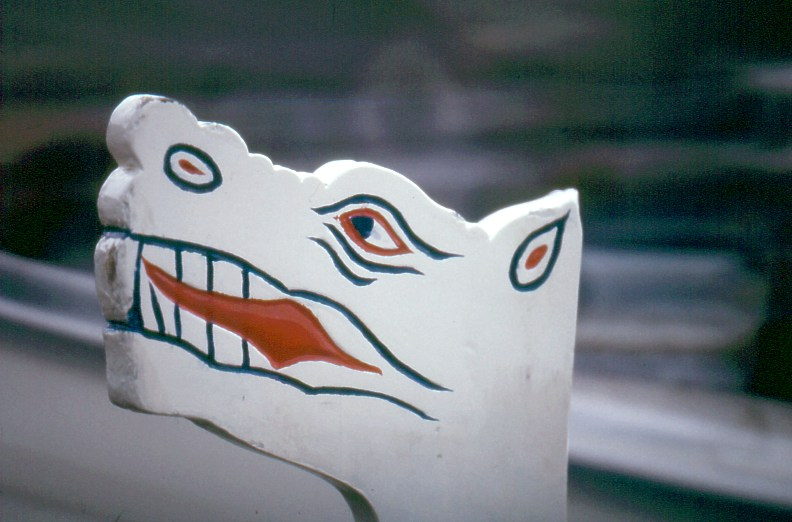
Drachenkopf am „Havnarbáturin“ – der Zehner aus Tórshavn, färöischer Meister 2004

Die Ruderer sind in Vereinen organisiert, die es im ganzen Land gibt. Die Boote haben alle Namen, welche auch „vererbt“ werden, wenn ein Neubau ein altes Boot ablöst. In färöischen Sportnachrichten werden die dahinter stehenden Vereine kaum erwähnt, da die Namen der Boote und ihre Herkunft allgemein bekannt sind. Viele Boote haben eigene Hymnen.
Heute gibt es folgende Klassen (mit dem Namen des jeweils erfolgreichsten Bootes):
1. Fünfer Mädchen
2. Fünfer Jungen – Rekordmeister: Sílið
3. Fünfer Frauen – Rekordmeister: Sílið
4. Sechser Frauen (seit 1983) – Rekordmeister: Jarnbardur
5. Sechser Männer (seit 1975) – Rekordmeister: Hvessingur
6. Achter Männer – Rekordmeister: Argjabáturin
7. Zehner Männer – Rekordmeister: Havnarbáturin

Der sogenannte „Fünfer“ ist ein kleiner Sechser.
Die Regatten finden meist in der oben genannten Reihenfolge statt, sodass der Zehner der Männer als „Krönung“ eines jeden kappróður (färöisch für: „Kampfrudern“ – Ruderregatta) angesehen wird. Als elegantestes Boot gilt allerdings der Achter.

## Regatten
Die Rudersaison dauert von Juni bis Juli, und es gibt sieben Regatten an verschiedenen Orten der Färöer. Dies sind gleichzeitig Volksfeste. Außer der Ólavsøka am 28. Juli, finden alle Regatten immer samstags statt. Die Norðoyastevna in Klaksvík als erste und die Ólavsøka in Tórshavn als letzte Regatta sind die einzigen festen Veranstaltungen, die jedes Jahr am selben Ort stattfinden.
Die Termine 2007 sind
- Norðoyastevna in Klaksvík, 2. Juni
- Sundalagsstevna am Sundini bei Hvalvík, 16. Juni
- Jóansøka in Tvøroyri, 23. Juni
- Varmakelda in Fuglafjørður, 30 Juni
- Fjarðastevna im Skálafjørður bei Strendur, 7. Juli
- Vestanstevna in Sørvágur, 14. Juli
- Ólavsøka in Tórshavn, 28 Juli

## Rudervereine im Internet
Insgesamt gibt es auf den Färöern 30 Vereine mit insgesamt ca. 115 Regattabooten.
- Róðrarfelagið Knørrur, Tórshavn (gegr. 1985) Die Vereinigung, wo Katrin Olsen ihre Karriere begann
- Havnar róðrarfelag, Tórshavn (gegr. 1932)
- Argja róðrarfelag, Argir (gegr. 1982)
- Árnafjarðar róðrarfelag, Árnafjørður (gegr. 1964)
- Kappróðrarfelagið NSÍ, Runavík
- Norðdepils-Hvannasunds róðrarfelag, Norðdepil/Hvannasund (gegr. 1964)
- Klaksvíkar róðrarfelag, Klaksvík (gegr. 1993)

## Boote

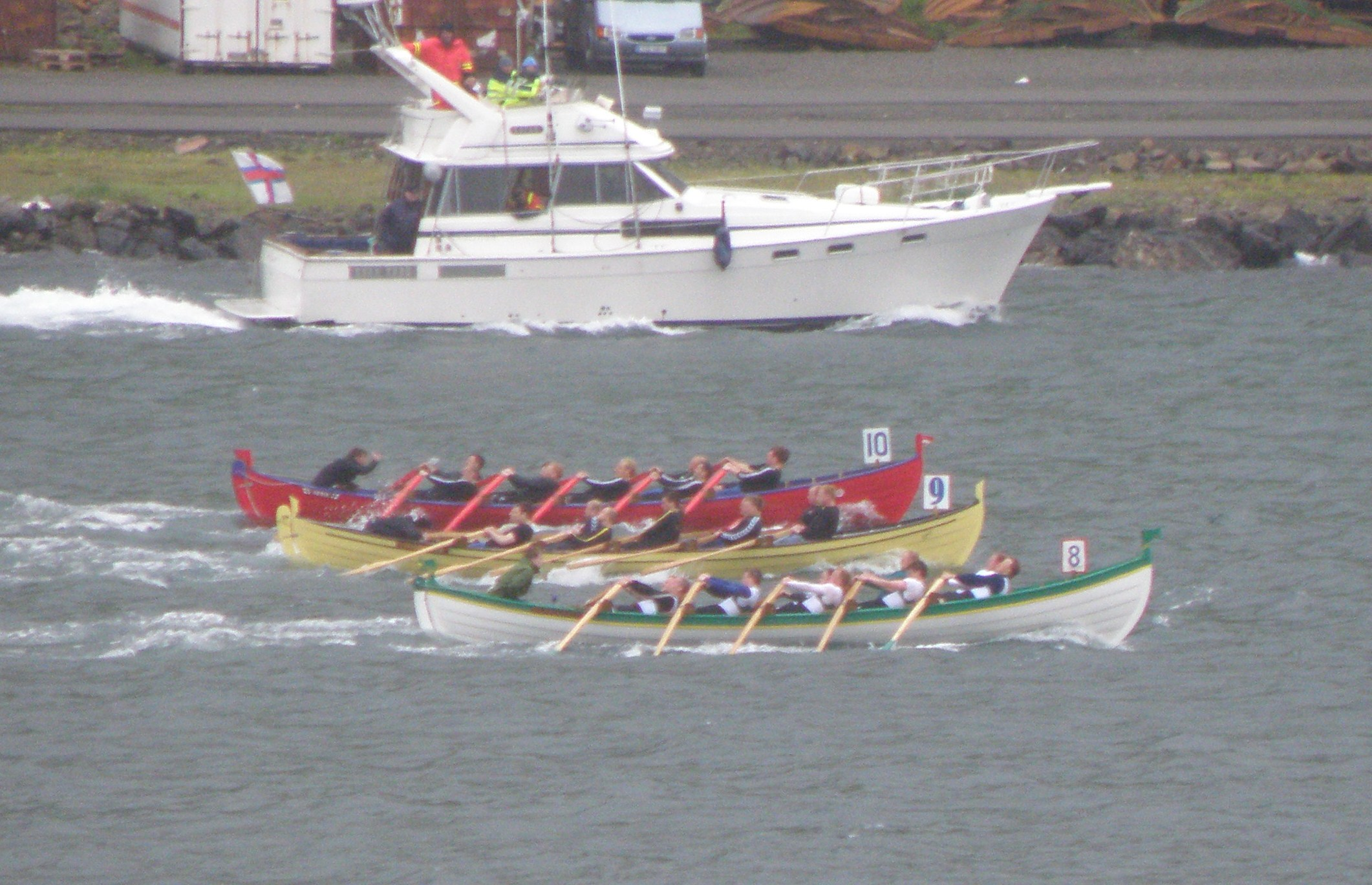
10-mannafør, Jóansøka 2010

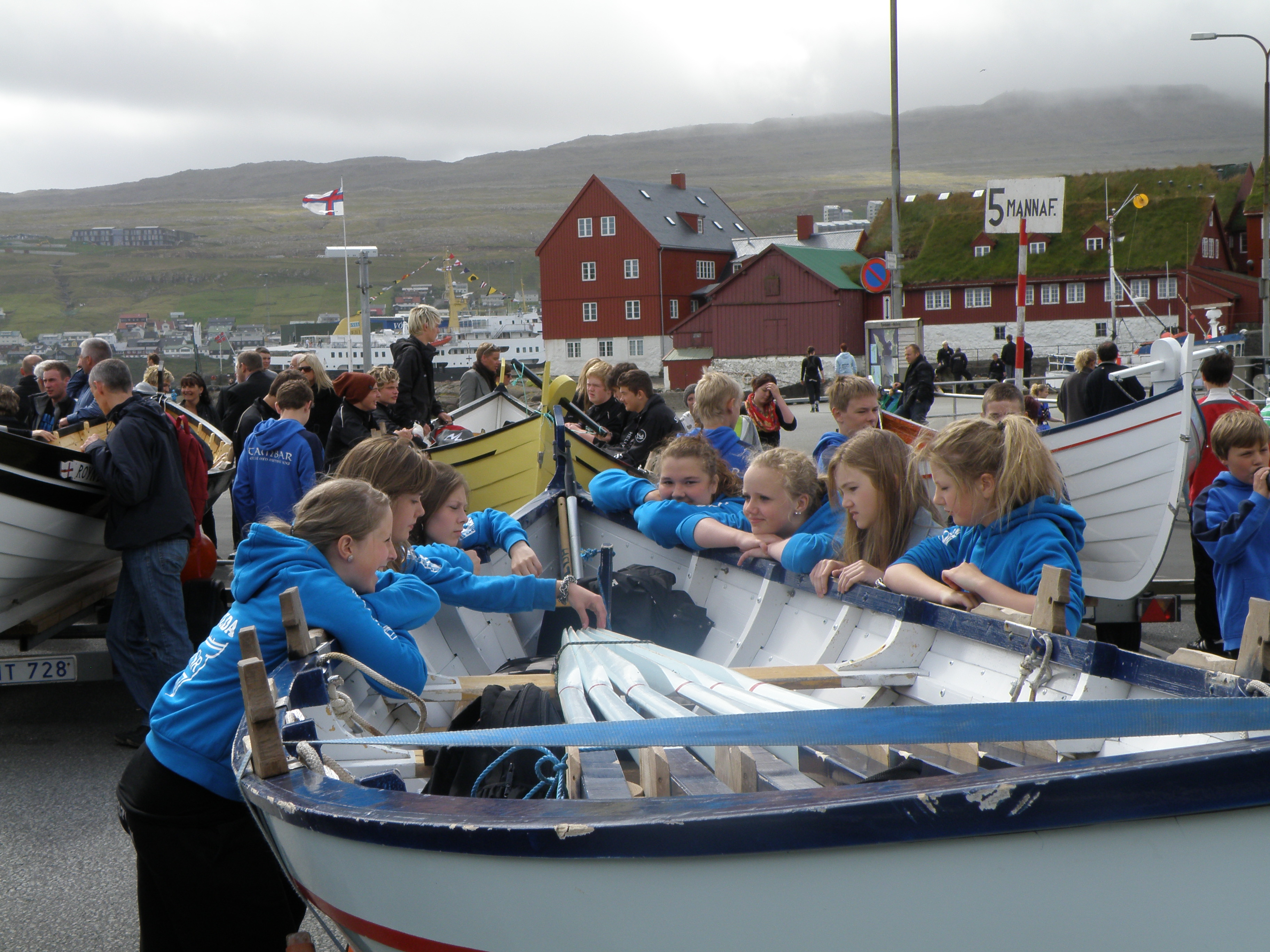
Hulda, 5-mannafar aus Tvøroyri.

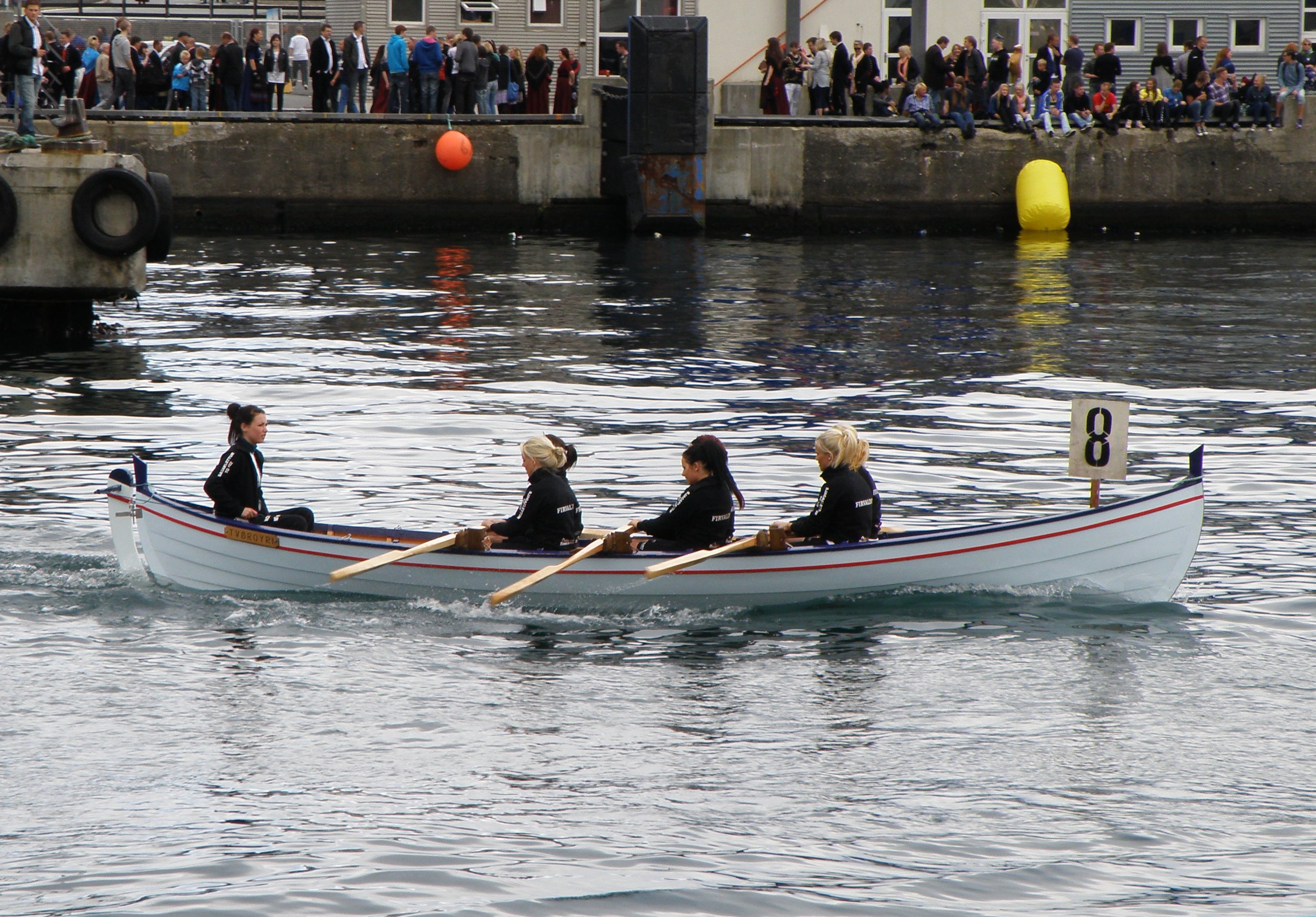
Firvaldur, 5-mannafar von Froðbiar Sóknar Róðrarfelag

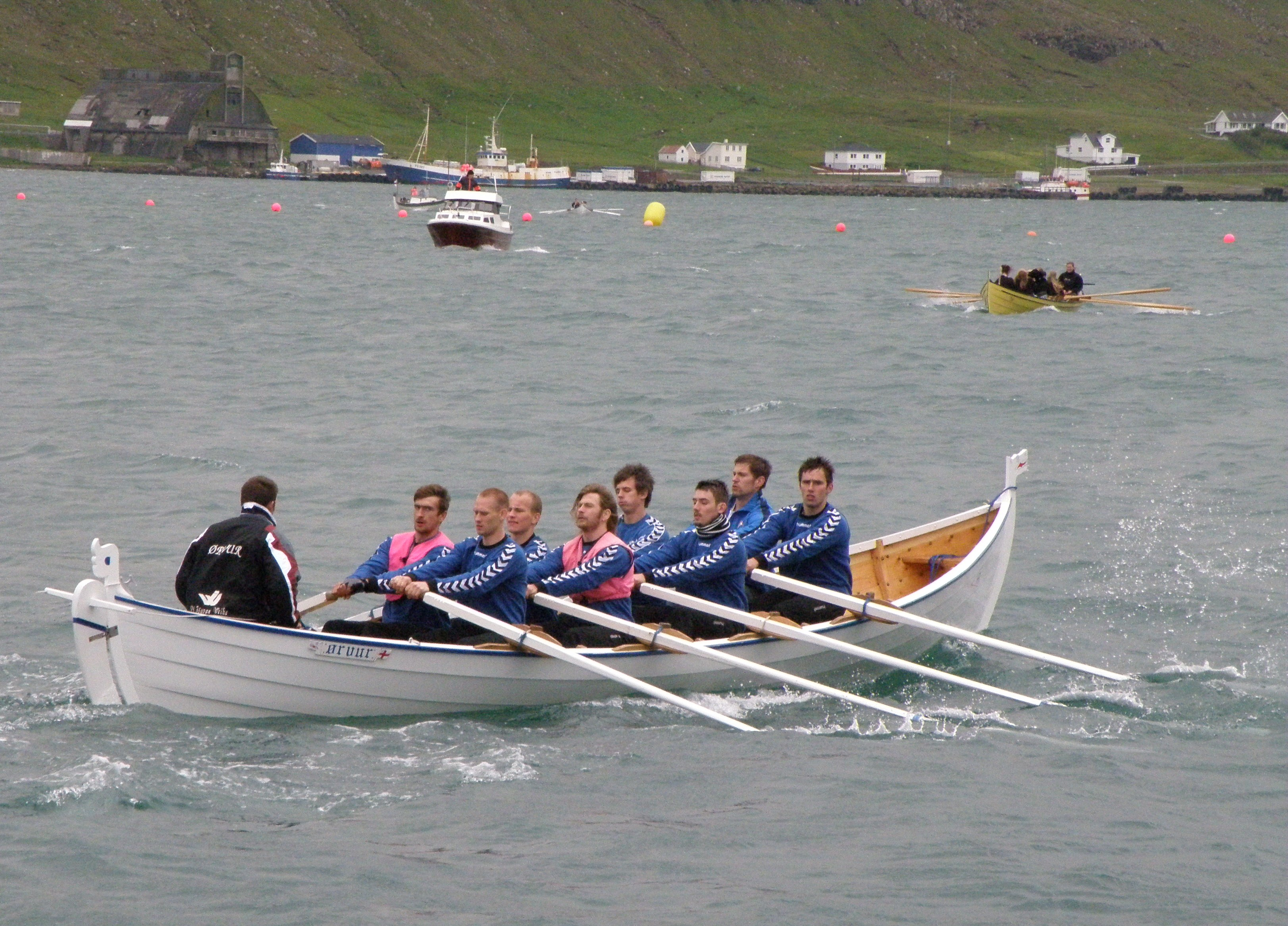
Ørvur, 8-mannafar von Havnar Róðrarfelag

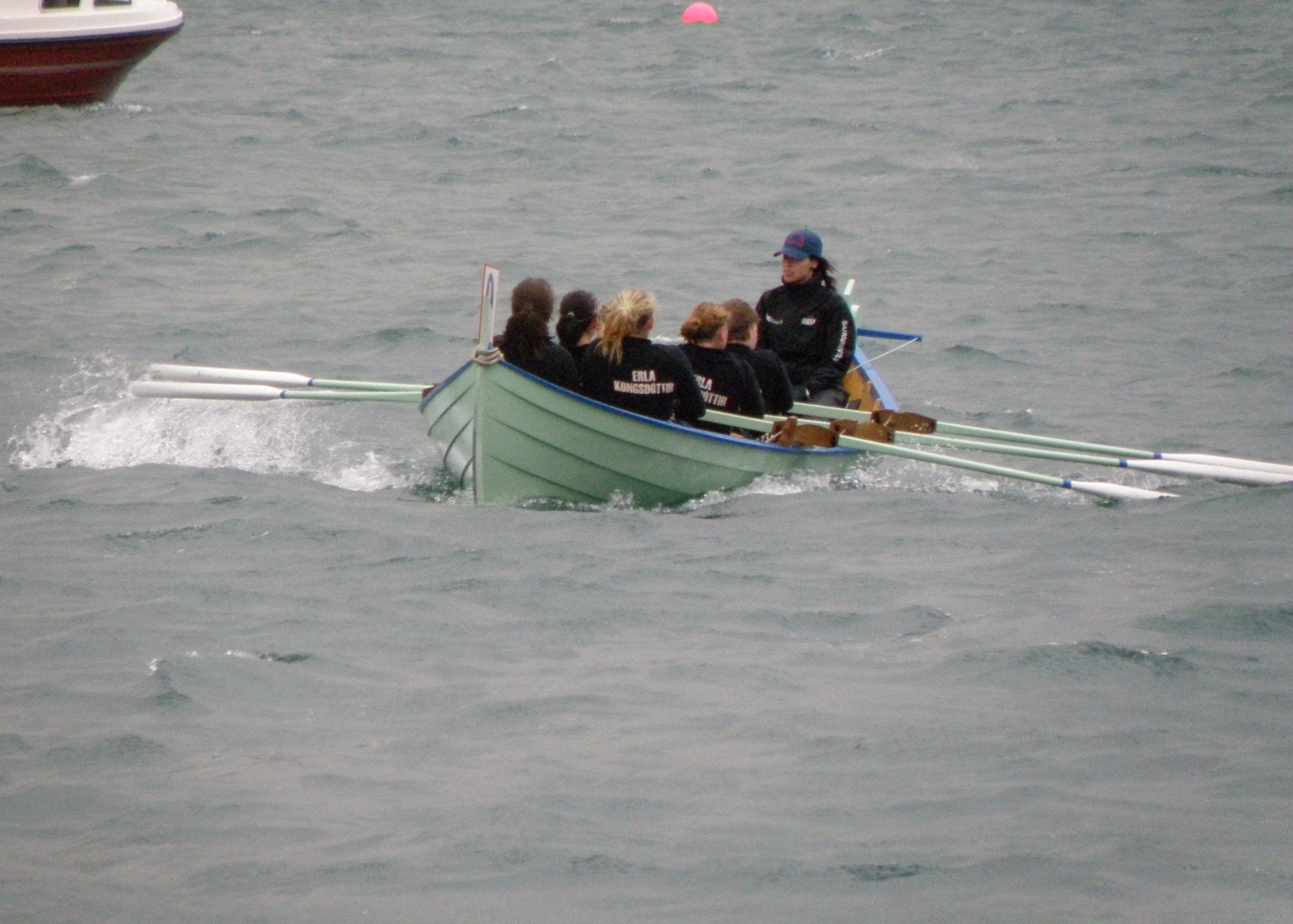
Erla Kongsdóttir, 5-mannafar, Ítróttarfelag Fuglafjarðar

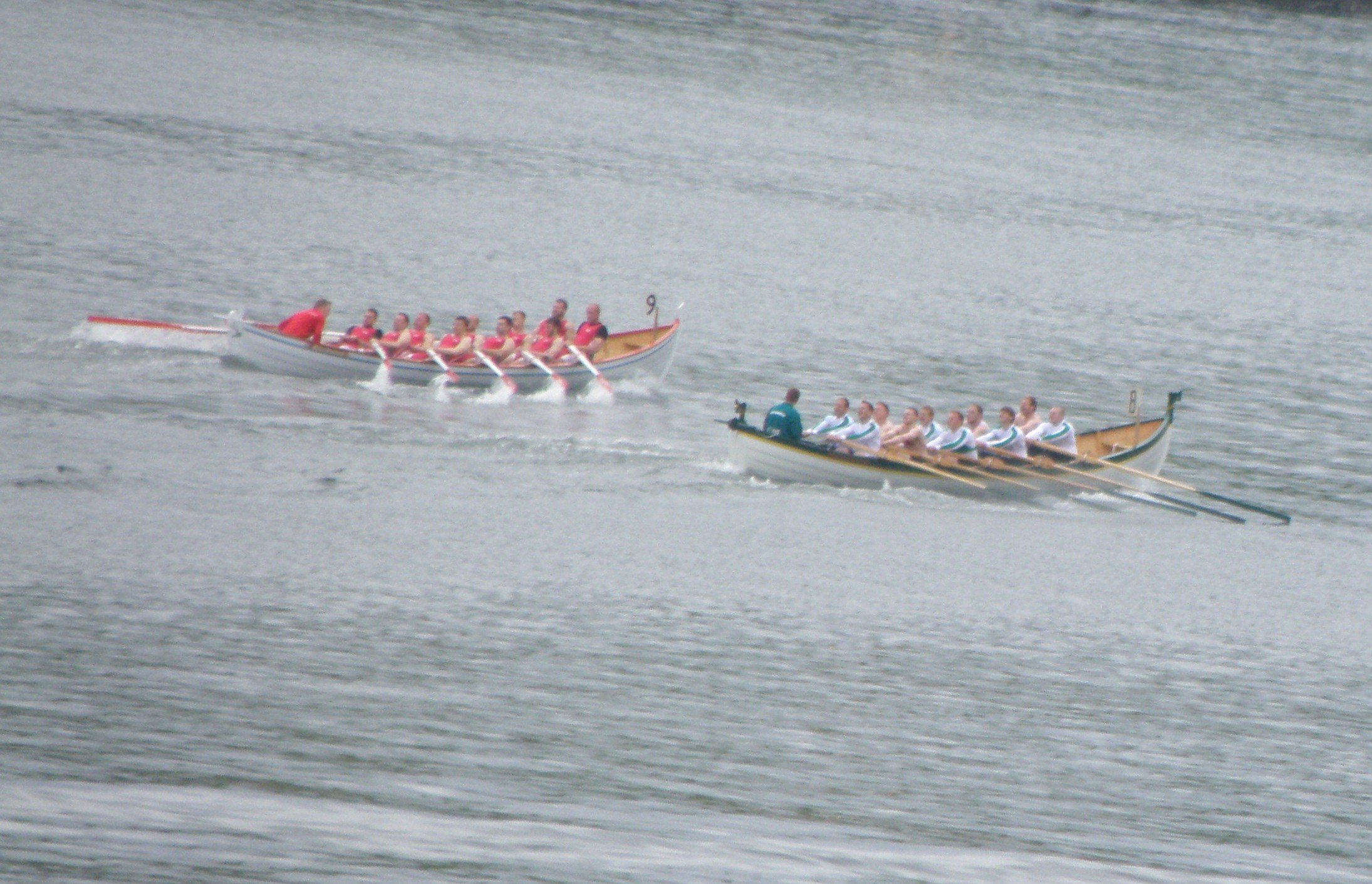
10-mannafør, Klaksvíkingur und Vestmenningur

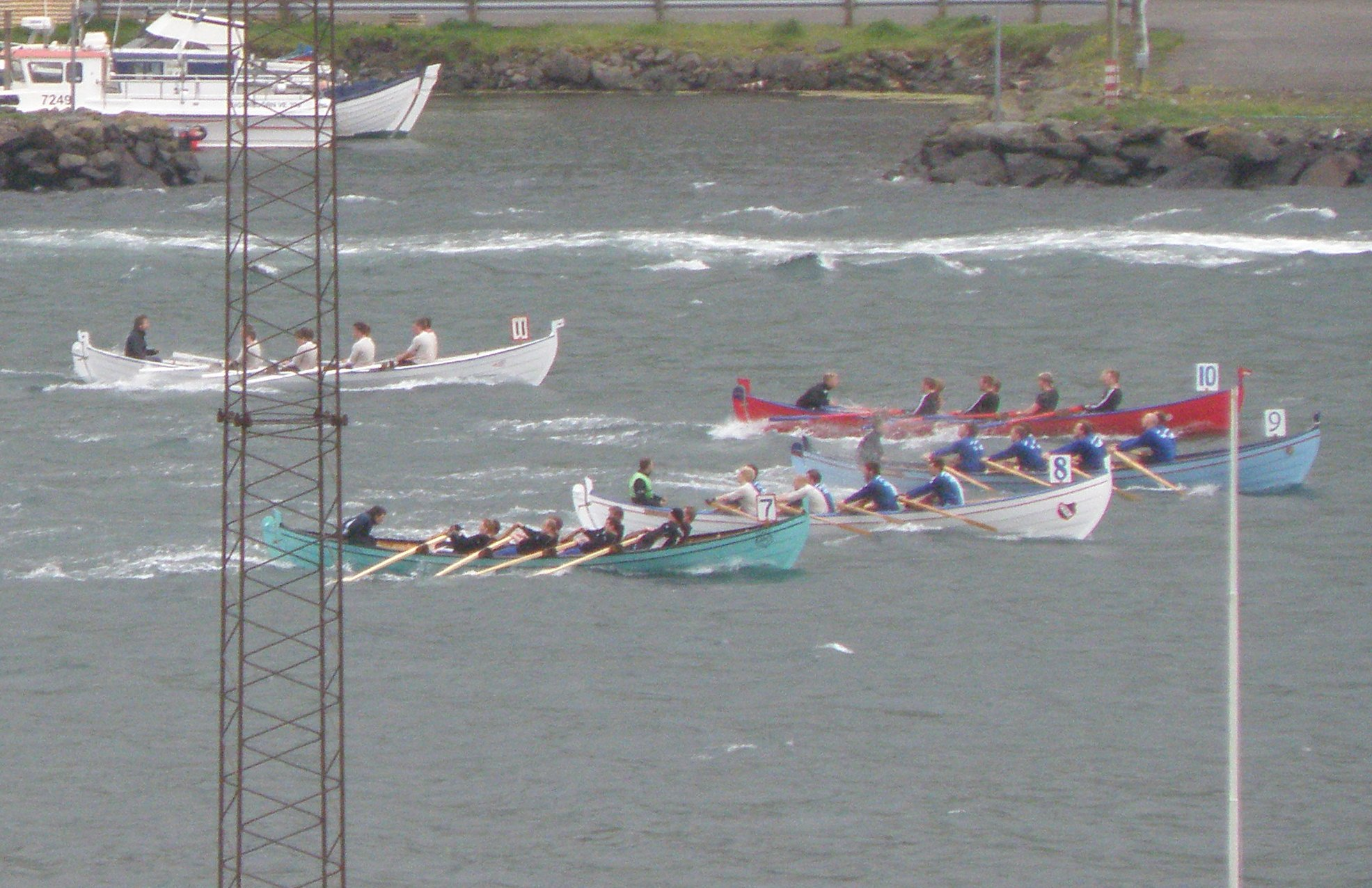
8-mannafør, Jóansøka 2010

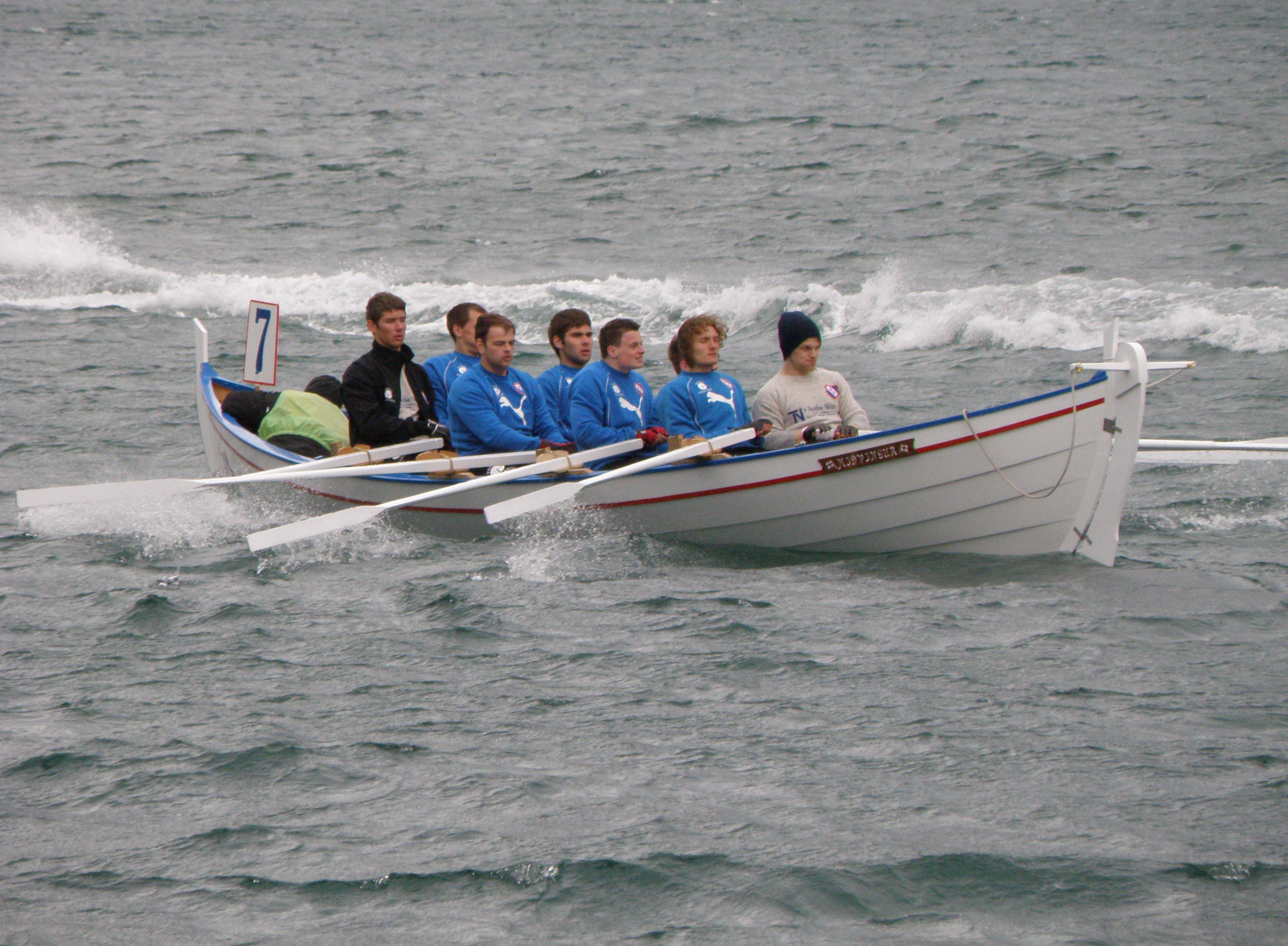
Miðvingur, 8-mannafar von Miðvágs Róðrarfelag aus Miðvágur

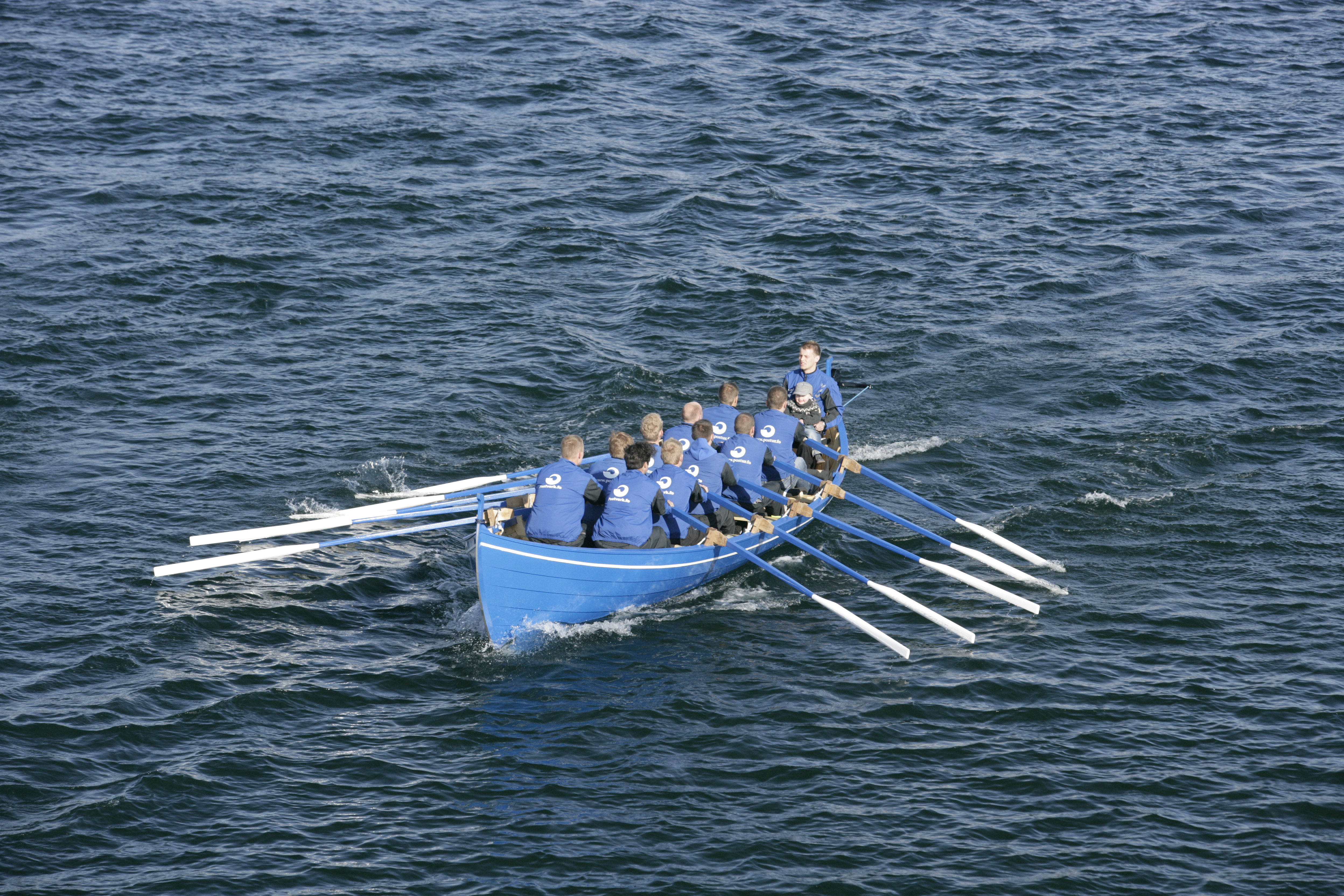
Ormurin Langi, 10-mannafar von Róðrarfelagið Knørrur

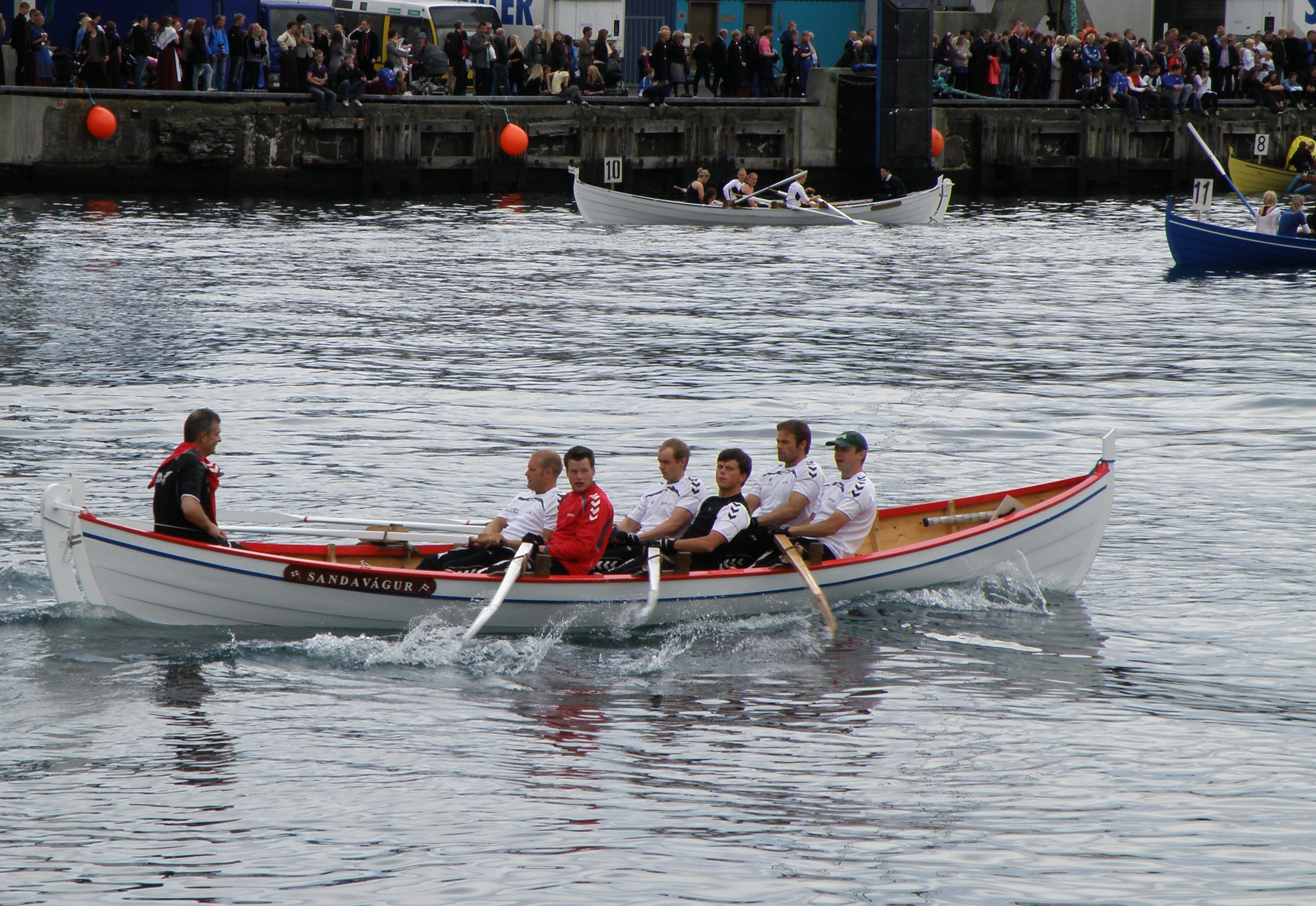
Skúgvur, 6-mannafar von Sandavágs Ítróttarfelag

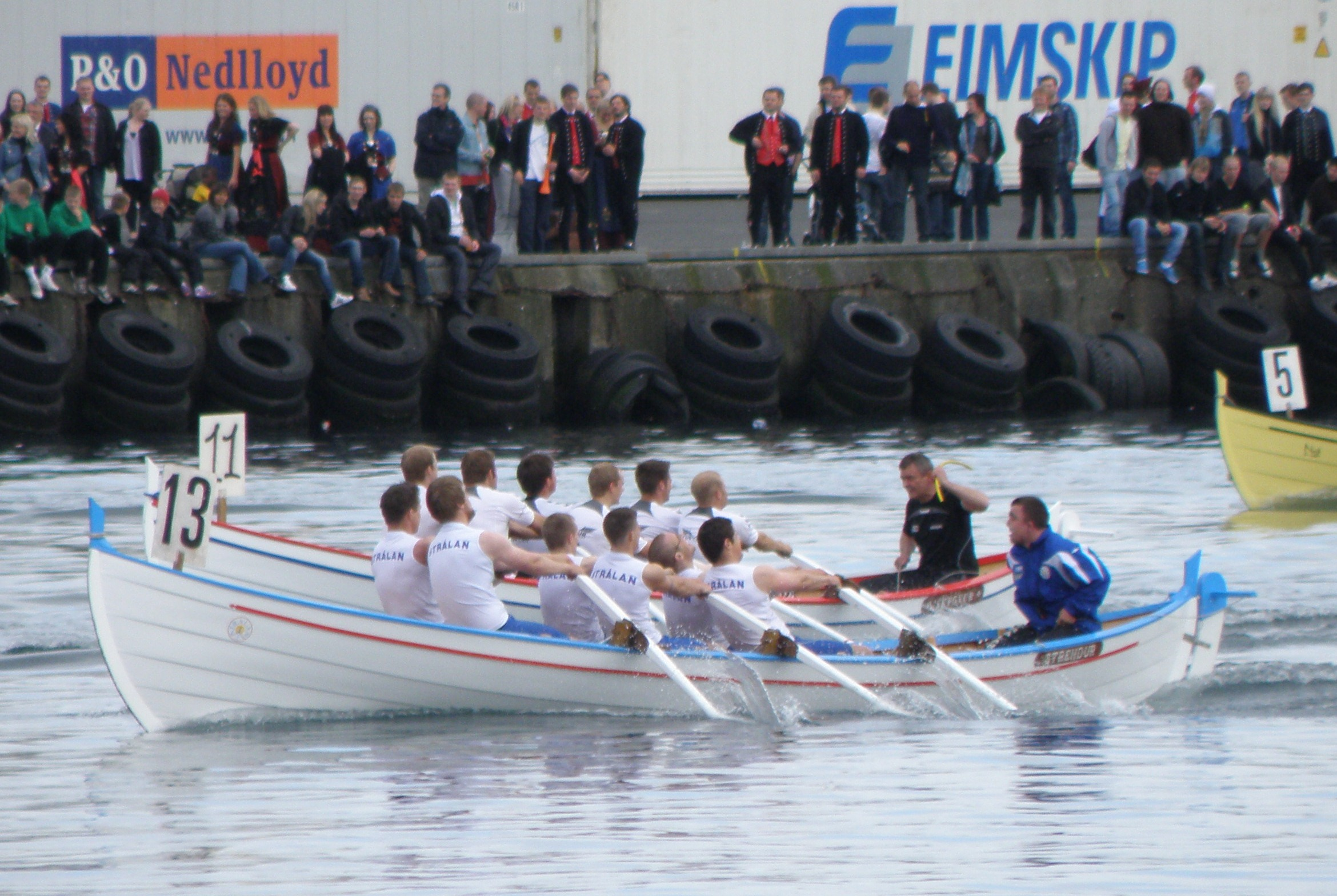
Strálan und Skúgvur, Ólavsøka 2010

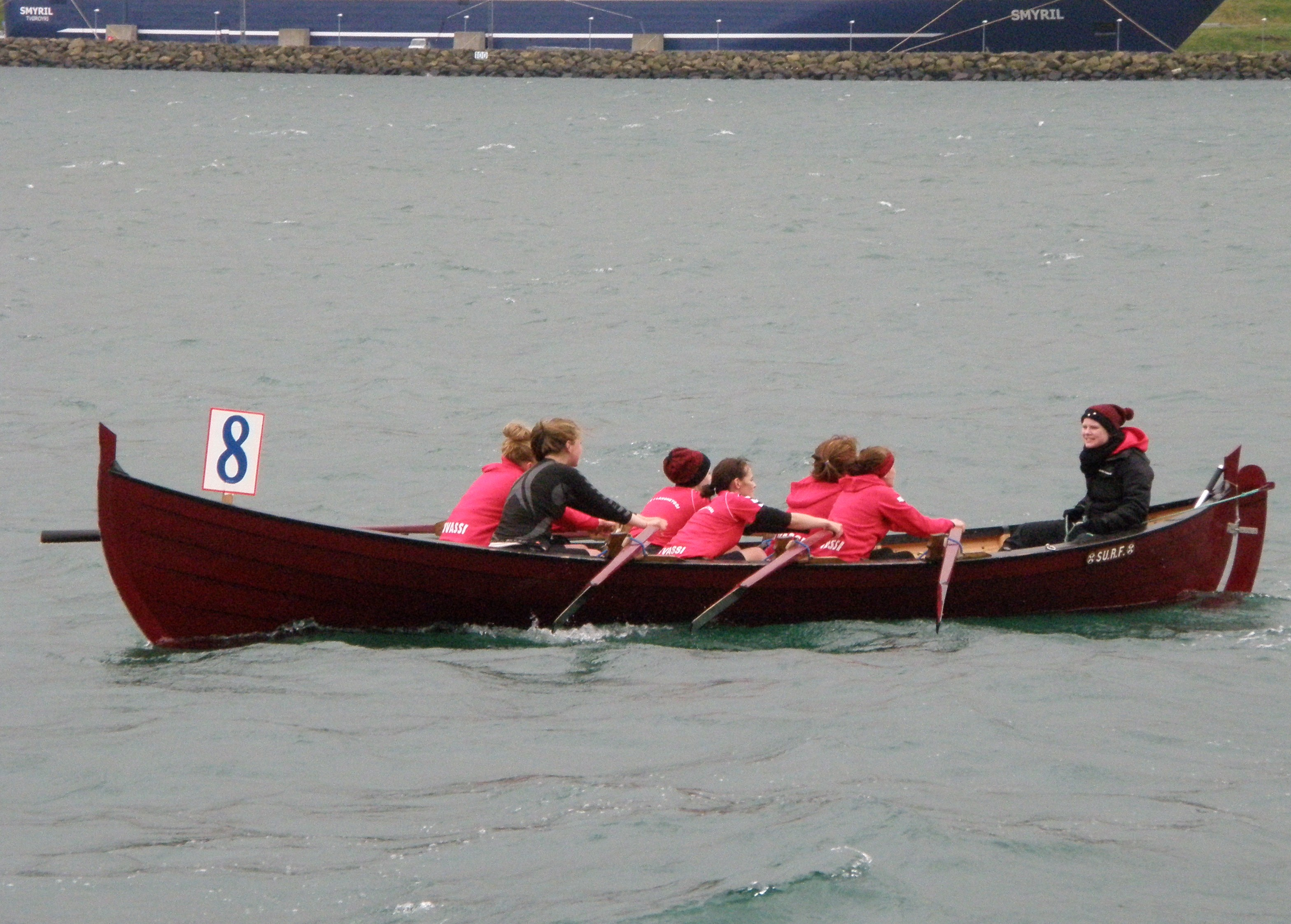
Hvassi, 5-mannafar von Sunda Róðrarfelag

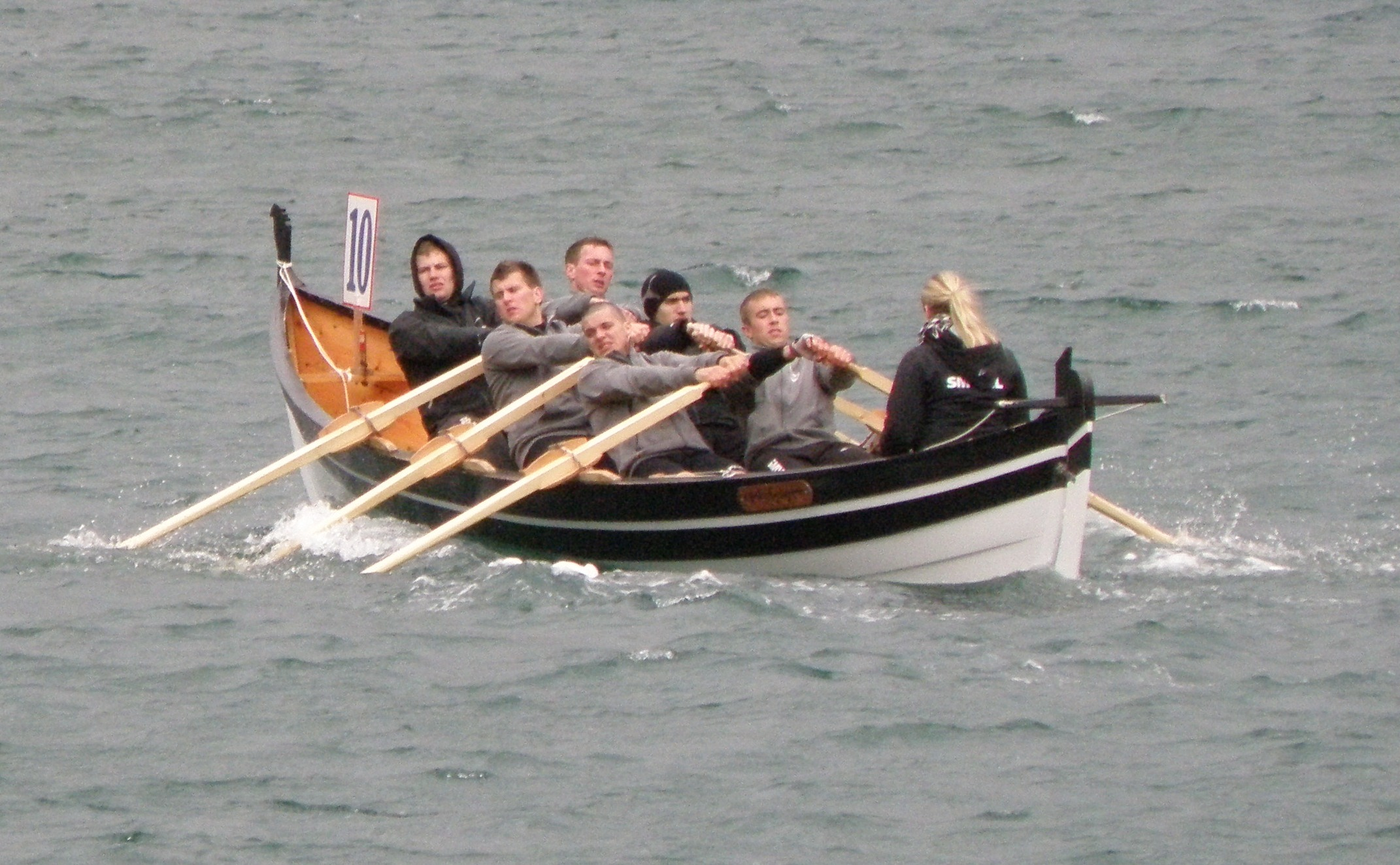
Smyril, 6-mannafar von Vágs Kappróðrarfelag

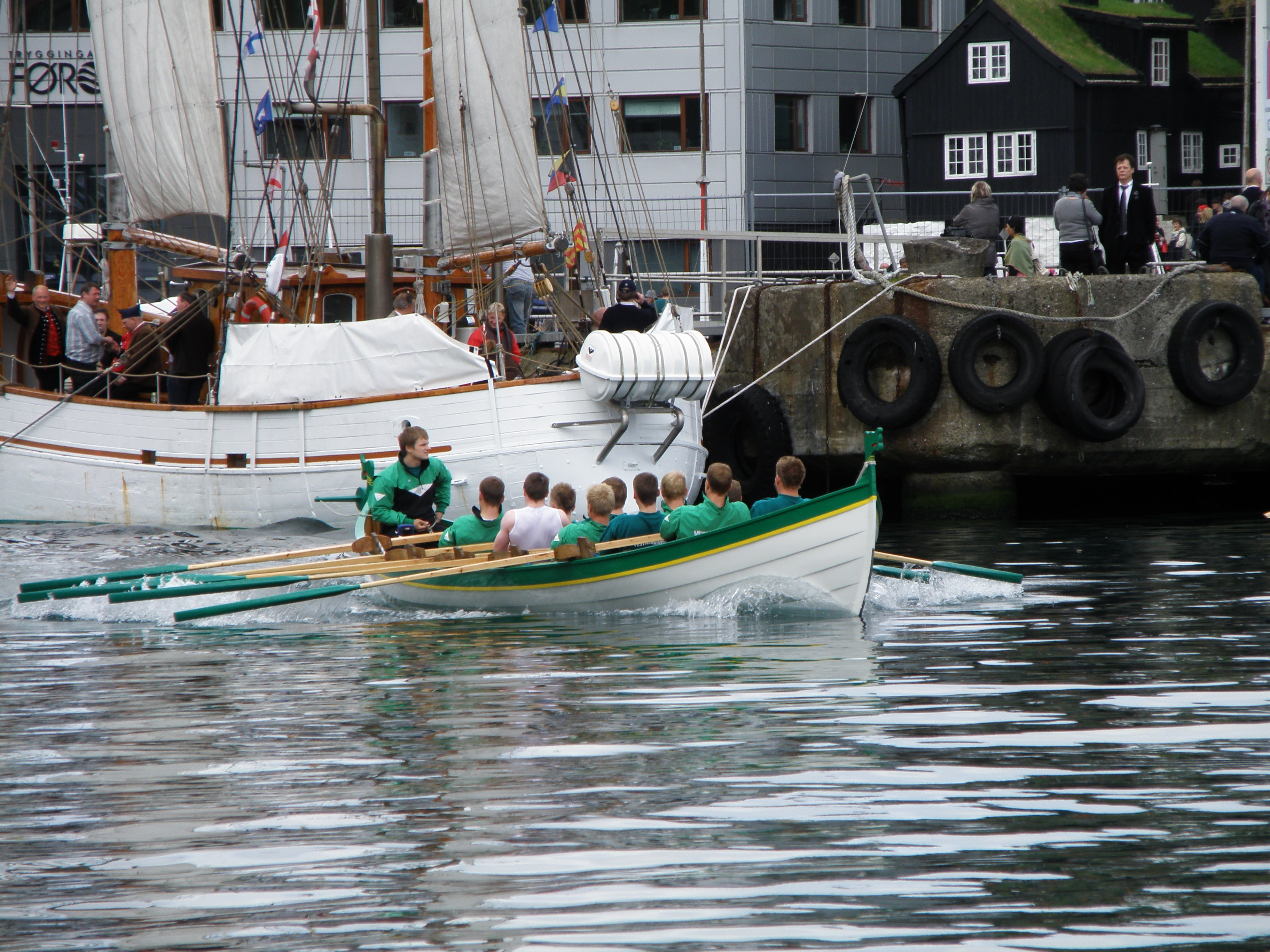
Vestmenningur, 10-mannafar, Ólavsøka 2010

Folgende Boote haben bei den Meisterschaften seit 1973 mindestens einmal teilgenommen
| Verein                             | Boot              | Typ         |
| ---------------------------------- | ----------------- | ----------- |
| Argja Róðrarfelag                  | Blikur            | 5 mannafar  |
| Argja Róðrarfelag                  | Teistin           | 5 mannafar  |
| Argja Róðrarfelag                  | Lómur             | 6 mannafar  |
| Argja Róðrarfelag                  | Argjabáturin      | 8 mannafar  |
| Argja Róðrarfelag                  | Teistin           | 8 mannafar  |
| Argja Róðrarfelag                  | Teistin           | 10 mannafar |
| Árnafjarðar róðrarfelag            | Árnfjarðarbáturin | 6 mannafar  |
| Árnafjarðar róðrarfelag            | Árnfirðingur      | 8 mannafar  |
| Floksmannafelagi                   | Floksbáturin      | 10 mannafar |
| Frobiar Sóknar Róðrarfelag         | Firildur          | 5 mannafar  |
| Frobiar Sóknar Róðrarfelag         | Firvaldur         | 5 mannafar  |
| Frobiar Sóknar Róðrarfelag         | Hulda             | 5 mannafar  |
| Frobiar Sóknar Róðrarfelag         | Tvørabáturin      | 6 mannafar  |
| Frobiar Sóknar Róðrarfelag         | Suðringur         | 10 mannafar |
| Frobiar Sóknar Róðrarfelag         | Tvørabáturin      | 10 mannafar |
| Gøtu Ítróttarfelag                 | Skurin            | 5 mannafar  |
| Gøtu Ítróttarfelag                 | Gøtu Tróndur      | 8 mannafar  |
| H71                                | Hoyvíkingur       | 10 mannafar |
| Haldórsvíkar Ítróttarfelag         | Aldan             | 5 mannafar  |
| Haldórsvíkar Ítróttarfelag         | Víkabáturin       | 8 mannafar  |
| Havnar Róðrarfelag                 | Drekin            | 5 mannafar  |
| Havnar Róðrarfelag                 | Sílið             | 5 mannafar  |
| Havnar Róðrarfelag                 | Gongurólvur       | 6 mannafar  |
| Havnar Róðrarfelag                 | Víkingur          | 6 mannafar  |
| Havnar Róðrarfelag                 | Ørvur             | 8 mannafar  |
| Havnar Róðrarfelag                 | Bláskelin         | 10 mannafar |
| Havnar Róðrarfelag                 | Havnarbáturin     | 10 mannafar |
| Hósvíkar Róðrarfelag               | Falkur            | 5 mannafar  |
| Hósvíkar Róðrarfelag               | Hósvíkingur       | 6 mannafar  |
| Húsavíkar Kappróðrarfelag          | Húsavíkingur      | 8 mannafar  |
| Hvalvíkar-Streymnesar Róðrarfelag  | Báran             | 5 mannafar  |
| Hvalvíkar-Streymnesar Róðrarfelag  | Hvessingur        | 6 mannafar  |
| Ítróttarfelag Fuglafjarðar         | Erla Kongsdóttir  | 5 mannafar  |
| Ítróttarfelag Fuglafjarðar         | Fuglfirðingur     | 6 mannafar  |
| Ítróttarfelag Fuglafjarðar         | Rádni             | 6 mannafar  |
| Ítróttarfelag Fuglafjarðar         | Gullbrandur       | 8 mannafar  |
| Ítróttarfelag Fuglafjarðar         | Fuglfirðingur     | 10 mannafar |
| Ítróttarfelagið Royn               | Snopprikkur       | 6 mannafar  |
| Kappróðrarfelagi NSÍ               | Spógvin           | 5 mannafar  |
| Kappróðrarfelagi NSÍ               | Tjaldrið          | 5 mannafar  |
| Kappróðrarfelagi NSÍ               | Sølmundur         | 6 mannafar  |
| Kappróðrarfelagi NSÍ               | Heiðabáturin      | 8 mannafar  |
| Kappróðrarfelagi NSÍ               | Toftabáturin      | 8 mannafar  |
| Kappróðrarfelagi NSÍ               | Eysturoyingur     | 10 mannafar |
| Klaksvíkar róðrarfelag             | Fípan Fagra       | 5 mannafar  |
| Klaksvíkar róðrarfelag             | Snípan            | 5 mannafar  |
| Klaksvíkar róðrarfelag             | Tekla             | 5 mannafar  |
| Klaksvíkar róðrarfelag             | Páll Fangi        | 6 mannafar  |
| Klaksvíkar róðrarfelag             | Havrenningur      | 8 mannafar  |
| Klaksvíkar róðrarfelag             | Nevið Reyða       | 8 mannafar  |
| Klaksvíkar róðrarfelag             | Klaksvíkingur     | 10 mannafar |
| Kollafjarðar Ítróttarfelag         | Kollur            | 5 mannafar  |
| Kollafjarðar Ítróttarfelag         | Kollfirðingur     | 6 mannafar  |
| Kollafjarðar Ítróttarfelag         | Kjølur            | 10 mannafar |
| Kvívíkar Sóknar Róðrarfelag        | Junkarin          | 5 mannafar  |
| Kvívíkar Sóknar Róðrarfelag        | Kvíkvíksbáturin   | 8 mannafar  |
| Kvívíkar Sóknar Róðrarfelag        | Kvívíkingur       | 8 mannafar  |
| Leirvíkar Ítróttarfelag            | Leirvíkingur      | 6 mannafar  |
| Leirvíkar Ítróttarfelag            | Leirvíkingur      | 8 mannafar  |
| Miðvágs Róðrarfelag                | Beinta            | 5 mannafar  |
| Miðvágs Róðrarfelag                | Frúgvin           | 5 mannafar  |
| Miðvágs Róðrarfelag                | Riddarin          | 6 mannafar  |
| Miðvágs Róðrarfelag                | Fríggjarin        | 8 mannafar  |
| Miðvágs Róðrarfelag                | Miðvingur         | 8 mannafar  |
| Nólsoyar Ítróttarfelag             | Tarvurin          | 5 mannafar  |
| Nólsoyar Ítróttarfelag             | Nólsoyingurin     | 10 mannafar |
| Nólsoyar Ítróttarfelag             | Tívil             | 10 mannafar |
| Norðdepils-Hvannasunds Róðrarfelag | Ritan             | 5 mannafar  |
| Norðdepils-Hvannasunds Róðrarfelag | Sundabáturin      | 6 mannafar  |
| Norðdepils-Hvannasunds Róðrarfelag | Norðingur         | 10 mannafar |
| (Unbekannt)                        | Vípan             | 5 mannafar  |
| (Unbekannt)                        | Ormurin           | 6 mannafar  |
| Oyndarfjarðar Ítróttarfelag        | Bylgjan           | 5 mannafar  |
| Oyndarfjarðar Ítróttarfelag        | Oyndri            | 8 mannafar  |
| Postfelagi                         | Postbáturin       | 8 mannafar  |
| Róðrarfelagið Knørrur              | Havtyril          | 5 mannafar  |
| Róðrarfelagið Knørrur              | Jallurin          | 5 mannafar  |
| Róðrarfelagið Knørrur              | Tambar            | 5 mannafar  |
| Róðrarfelagið Knørrur              | Jarnbardur        | 6 mannafar  |
| Róðrarfelagið Knørrur              | Knørrur           | 8 mannafar  |
| Róðrarfelagið Knørrur              | Ormurin Langi     | 8 mannafar  |
| Sandavágs Ítróttarfelag            | Havørnin          | 5 mannafar  |
| Sandavágs Ítróttarfelag            | Ørnin             | 5 mannafar  |
| Sandavágs Ítróttarfelag            | Sandavágsbáturin  | 8 mannafar  |
| Sandavágs Ítróttarfelag            | Skúgvur           | 8 mannafar  |
| Sands Róðrarfelag                  | Sandingur         | 6 mannafar  |
| Skála Róðrarfelag                  | Svanur            | 5 mannafar  |
| Skála Róðrarfelag                  | Skálabáturin      | 10 mannafar |
| Skopunar Kappróðrarfelag           | Skopiningur       | 8 mannafar  |
| Strálan                            | Strípan           | 5 mannafar  |
| Strálan                            | Stjørnan          | 6 mannafar  |
| Strálan                            | Strálan           | 6 mannafar  |
| Strálan                            | Strandingur       | 8 mannafar  |
| Sumbiar Ítróttarfelag              | Broddur           | 5 mannafar  |
| Sumbiar Ítróttarfelag              | Sunnbingur        | 10 mannafar |
| Sunda Róðrarfelag                  | Hvassi            | 5 mannafar  |
| Sunda Róðrarfelag                  | Sjóriddarin       | 8 mannafar  |
| Sørvágs Róðrarfelag                | Dúgvan            | 5 mannafar  |
| Sørvágs Róðrarfelag                | Súlan             | 5 mannafar  |
| Sørvágs Róðrarfelag                | Norðistovu Dánjal | 6 mannafar  |
| Sørvágs Róðrarfelag                | Sørvingur         | 8 mannafar  |
| Tofta Ítróttarfelag                | Ternan            | 5 mannafar  |
| Vágs Kappróðrarfelag               | Royndin Fríða     | 5 mannafar  |
| Vágs Kappróðrarfelag               | Tjógvin           | 5 mannafar  |
| Vágs Kappróðrarfelag               | Smyril            | 6 mannafar  |
| Vágs Kappróðrarfelag               | Tofta Regin       | 8 mannafar  |
| Vágs Kappróðrarfelag               | Ormurin Langi     | 10 mannafar |
| Vágs Kappróðrarfelag               | Vágbingur         | 10 mannafar |
| Vestmanna Ítróttarfelag            | Fortuna           | 5 mannafar  |
| Vestmanna Ítróttarfelag            | Havfrúgvin        | 5 mannafar  |
| Vestmanna Ítróttarfelag            | Jomfrúgvin        | 5 mannafar  |
| Vestmanna Ítróttarfelag            | Fortuna           | 6 mannafar  |
| Vestmanna Ítróttarfelag            | Jomfrúgvin        | 8 mannafar  |
| Vestmanna Ítróttarfelag            | Vestmenningur     | 10 mannafar |

## Bekannte Ruderer
- Ove Joensen (1948–1987)
- Katrin Olsen (* 1978)
- Livar Nysted
- Sverri Sandberg Nielsen